# La Calahorra
La Calahorra er en by og kommune i det sydøstlige Spanien i provinsen Granada. Den har et indbyggertal på 681 (2024) indbyggere.